# Слайделл (Луїзіана)
Слайделл (англ. Slidell) — місто (англ. city) в США, в окрузі Сент-Таммані штату Луїзіана. Населення — 28 781 особа (2020).

## Географія
Слайделл розташований за координатами 30°17′22″ пн. ш. 89°47′0″ зх. д. / 30.28944° пн. ш. 89.78333° зх. д. (30.289335, -89.783279).  За даними Бюро перепису населення США в 2010 році місто мало площу 39,38 км², з яких 38,44 км² — суходіл та 0,94 км² — водойми.

### Клімат
| Клімат : Слайделл     | Клімат : Слайделл | Клімат : Слайделл | Клімат : Слайделл | Клімат : Слайделл | Клімат : Слайделл | Клімат : Слайделл | Клімат : Слайделл | Клімат : Слайделл | Клімат : Слайделл | Клімат : Слайделл | Клімат : Слайделл | Клімат : Слайделл | Клімат : Слайделл |
| Показник              | Січ.              | Лют.              | Бер.              | Квіт.             | Трав.             | Черв.             | Лип.              | Серп.             | Вер.              | Жовт.             | Лист.             | Груд.             | Рік               |
| Середній максимум, °C | 16,1              | 17,8              | 21,7              | 25,0              | 28,9              | 31,7              | 32,8              | 32,8              | 31,1              | 26,7              | 21,7              | 17,8              | 25,4              |
| Середній мінімум, °C  | 4,4               | 6,1               | 10,0              | 13,3              | 18,3              | 21,7              | 22,8              | 22,2              | 20,0              | 13,9              | 9,4               | 5,6               | 14,0              |
| Норма опадів, мм      | 163               | 128               | 151               | 121               | 146               | 108               | 166               | 149               | 131               | 79                | 130               | 119               | 1591              |
| --------------------- | ----------------- | ----------------- | ----------------- | ----------------- | ----------------- | ----------------- | ----------------- | ----------------- | ----------------- | ----------------- | ----------------- | ----------------- | ----------------- |
| Джерело:              |                   |                   |                   |                   |                   |                   |                   |                   |                   |                   |                   |                   |                   |

## Демографія
Згідно з переписом 2010 року, у місті мешкало 27 068 осіб у 10 050 домогосподарствах у складі 7145 родин. Густота населення становила 687 осіб/км².  Було 11155 помешкань (283/км²).
Расовий склад населення:
| - 76,0 % — білих - 17,0 % — чорних або афроамериканців - 1,6 % — азіатів - 0,5 % — корінних американців - 2,7 % — осіб інших рас |

До двох чи більше рас належало 2,3 %. Частка іспаномовних становила 6,3 % від усіх жителів.
За віковим діапазоном населення розподілялося таким чином: 25,5 % — особи молодші 18 років, 60,5 % — особи у віці 18—64 років, 14,0 % — особи у віці 65 років та старші. Медіана віку мешканця становила 37,3 року. На 100 осіб жіночої статі у місті припадало 94,1 чоловіків;  на 100 жінок у віці від 18 років та старших — 90,8 чоловіків також старших 18 років.
Середній дохід на одне домашнє господарство  становив 65 640 доларів США (медіана — 51 958), а середній дохід на одну сім'ю — 72 196 доларів (медіана — 61 496). Медіана доходів становила 45 760 доларів для чоловіків та 36 042 долари для жінок. За межею бідності перебувало 16,3 % осіб, у тому числі 24,3 % дітей у віці до 18 років та 12,1 % осіб у віці 65 років та старших.
Цивільне працевлаштоване населення становило 12 476 осіб. Основні галузі зайнятості: освіта, охорона здоров'я та соціальна допомога — 20,1 %, роздрібна торгівля — 18,3 %, науковці, спеціалісти, менеджери — 14,2 %.